# Kristina Baltić
Kristina Baltić (ur. 24 września 1990 w Kraljevie) – serbska koszykarka grająca na pozycjach silnej skrzydłowej lub środkowej, reprezentantka kraju.
13 lutego 2020 została zawodniczką Pszczółki Polski-Cukier AZS-UMCS Lublin.

## Osiągnięcia
Stan na 7 lipca 2020, na podstawie, o ile nie zaznaczono inaczej.
Drużynowe
- Mistrzyni:
  - ligi adriatyckiej (2013)
  - Serbii (2013)
- Wicemistrzyni Rumunii (2018[4], 2019)
- Brąz ligi portugalskiej (2015)
- Zdobywczyni Pucharu Serbii (2013)
- Finalistka:
  - pucharu:
    - Rumunii (2019)
    - Portugalii (2015)
    - Federacji Portugalskiej (2015)

  - superpucharu Portugalii (2015)
- Uczestniczka rozgrywek EuroCup (2012/2013, 2014–2016)

Indywidualne
(* – nagrody przyznane przez portal eurobasket.com)
- Zaliczona do:*
  - I składu zawodniczek zagranicznych ligi słoweńskiej (2011)
  - II składu ligi słoweńskiej (2010, 2011, 2012[5])
  - III składu ligi rumuńskiej (2017)[6]
  - honorable mention ligi czeskiej (2014)[7]
- Uczestniczka ligi słoweńskiej (2012)[5]
- Liderka w:
  - zbiórkach ligi:
    - słoweńskiej (2012)[5]
    - czeskiej (2014)[7]

  - blokach ligi słoweńskiej (2012)[5]

Reprezentacja
- Uczestniczka:
  - kwalifikacji do Eurobasketu (2013, 2017)
  - mistrzostw Europy:
    - U–18 (2008 – 6. miejsce)
    - U–20 (2009 – 7. miejsce, 2010 – 8. miejsce)